# Уди-Мулла
Уди-Мулла — чеченский военный, религиозный и государственный деятель времëн Большой Кавказской войны 1817—1864, генерал-наиб Имамата. Был религиозным проповедником, тактическим мыслителем и отважным воином. Входил в пятерку первых предводителей движения за газават и свободу Чечни, и даже был претендентом в имамы Чечни. Наиб имама Шамиля (с 1835 года). Уди-мулла активно руководил борьбой чеченских обществ против царских войск, устанавливал нормы шариата, ездил по сëлам Чечни, своими проповедями поднимал народ на борьбу против царских войск вместе с другими чеченскими предводителями Суаиб-Муллой Эрсеноевским, Оздемиром Шуоной, Домбаем и Умаханом. В июне 1836 года вместе с имамом Шамилем с Чечни совершал военные походы на Дагестан для покорения неподвластных Шамилю дагестанских обществ.

## Биография

### Кавказская война
Ближайший союзник имама Дагестана Гази-Мухаммада и наиб имама Шамиля. Впервые в поле зрения русских военных он попал в 1816 году. 
Он стал религиозным проповедником, тактическим мыслителем и отважным воином. Его авторитет и уважение в чеченском обществе были на самом высоком уровне. Он входил в пятерку первых предводителей движения за газават и свободу, и даже был претендентом в имамы Чечни. Шамиль очень доверял ему и неоднократно поручал разные военные и дипломатические миссии.
В концы июня 1836 года Имам Шамиль вместе с Ташев-Хаджи и Уди-муллой вторглись в Койсубулинское общество и захватили селения Игали, Херадаре и Балахны.
В феврале 1837 года по приглашению чеченских предводителей Ташев-Хаджи, Уди-Муллы, Домбая, Умахана и Оздемира имам Шамиль прибыл в Чечню.
1 марта 1837 года между отрядами генерала Фези и Уди-Муллы на берегу реки Аксай у аула Аллерой произошел бой.
Грозненские евреи рассказывали, о том что они прежде жили в селе Старо-юрт, но напал на них Уда-Мулла, ограбил их имущество, 20 человек убил и многих взял в плен, после чего им пришлось бежать из Старо-юрта в крепость Грозная, начальник которой их принял и указал им на место где они могут поселится.
По приказу Имама Шамиля, Уда-Мулла  со своими людьми, совместно с Алибеком Аварским, организовали оборону на Ахульго. Сам Шамиль находился в то время в селе Телетль. Превосходство в численности войск и вооружении позволило Фезе разбить наибов.
Ташев-Хаджи и Мулла-Уди намеревались переселиться к шубузам, вероятно, для того, чтобы иметь там надежное убежище.
В Чечне между Ташев-Хаджи и Уди-Муллой возникла междоусобная война. Оба они были абреками, примкнули мюридам, и после смерти Гамзат-Бека покушались на его место; но видя решительное преимущество Шамиля, они оставили ему Дагестан, а сами действовали в Чечне. Соперничество их кончилось весною 1839 года когда Уди-Мулла умер.
Похоронен на старинном кладбище на вершине хребта на окраине Шуани у перекрестка дорог на Гордали, Ялхой-Мохк и Мескеты.